# International Standard Report Number
L'International Standard Report Number, ou Numéro international normalisé des rapports est un identifiant alphanumérique d'un maximum de 36 caractères précédé par les lettres ISRN.
Il est destiné à permettre l'identification, le classement, l'indexation et la localisation des rapports à l'aide d'un code unique.
L'ISRN est normalisé par le texte ISO 10444:1994 (ICS 01.140.20)